# 쓰가네촌
쓰가네촌(津金村)은 야마나시현 기타코마군에 있던 촌이다. 현재의 호쿠토시에 해당한다.

## 역사
- 1874년 12월 - 고마군 2개 촌이 합병해 쓰가네촌이 성립하였다.
- 1878년 7월 22일 - 군구정촌편직법에 의해, 쓰가네촌은 기타코마군에 소속되었다.
- 1889년 7월 1일 - 정촌제 시행에 의해 근세이후의 쓰가네촌이 단독으로 지자체를 형성하였다.
- 1955년 3월 31일 - 와카미코촌, 호타리촌, 다마촌과 합병해 스타마정이 성립하여, 동일 쓰가네촌은 폐지되었다.

## 참고문헌
- 角川日本地名大辞典 19 山梨県